# بازا-کویانوو
بازا-کویانوو (انگلیسی: Baza-Kuyanovo) یک شهرک در شهرستان ایلیشفسکی استان باشقیرستان کشور روسیه است.